# دافنه (اسطوره)

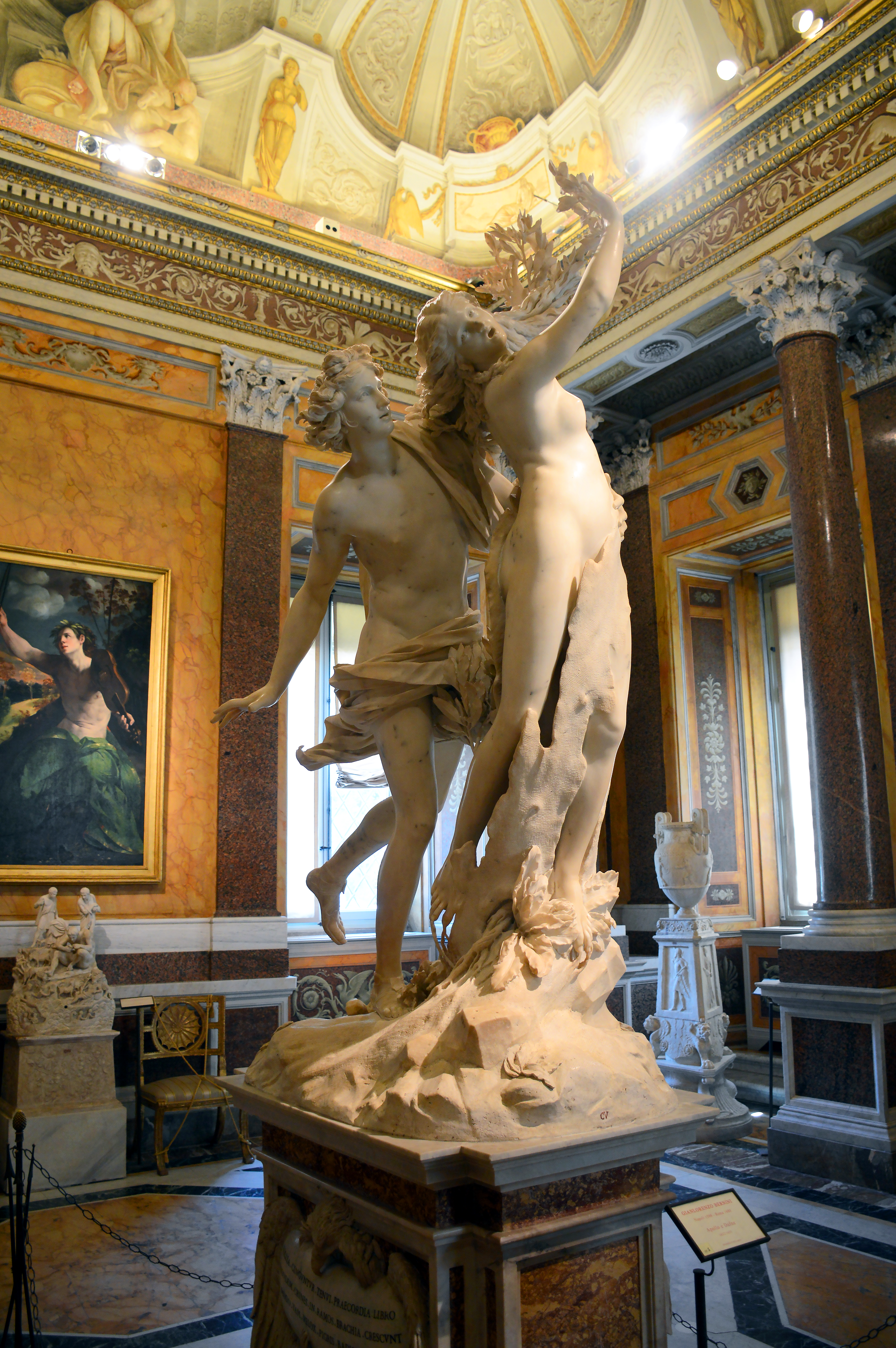
معمار و مجسمه‌ساز باروک ایتالیایی جیان لورنزو برنینی(۱۵۹۸–۱۶۸۰) که آپولون را در حال تعقیب دافنه نشان می‌دهد که از روایت دگردیسی‌ها، اثر شاعر نامدار رومی، اووید الهام گرفته شده است.

دافنه (به یونانی: Δαφνη) در اساطیر یونانی یکی از نیادها و نیمف رودخانه پینیئوس در تسالی یا لادون در آرکادیا بود که با رودخانه‌ها، نهرها، چشمه‌ها، دریاچه‌ها، برکه‌ها، چاه‌ها، باتلاق‌ها و آب شیرین مرتبط بود. او یا دختر پینیئوس و کرئوسا در تسالی بود یا دختر رود لادون در آرکادیا بود. در روایت دگردیسی‌ها، اثر شاعر نامدار رومی، اووید، دافنه به عنوان دختر ایزد رودخانه، پینیئوس در تسالی به شمار می‌رود. داستان افسانه دافنه مثالی برای سبب‌شناسی اساطیری به شمار می‌رود که به شرح کامل اینکه چرا مسائل خاص در فرهنگ‌ها به روشی خاص اجرا می‌شدند، می‌پردازد. نمونه‌های بسیاری در اساطیر یونانی به شرح مسائل مختلفی می‌پردازد، به‌طور مثال چرا مراسم و تشریفات مذهبی ویژه‌ای برگزار می‌شد یا اینکه چرا اشیاء، گیاهان و حیوانات مختلف نماد ایزدان بودند.
نسخه‌های متفاوتی از این افسانه وجود دارد، اما روایت کلی داستان به دلیل زیبایی دافنه بود که باعث جلب توجه و شیفتگی ایزد خورشید آپولو شد. آپولو عاشقش شد و آنقدر دنبالش کرد که از فرط خستگی از پا درآمد و برای کمک به پدرش لادون و گایا التماس کرد. چنین شد که پدرش او را به درخت برگ بو تبدیل کرد. ناگهان پاهایش ریشه گرفتند و دست‌هایش تبدیل به شاخه‌های بلند و باریک گشتند. آپولو به درخت رسید و با وجود اینکه دافنه به درخت تبدیل شده بود اما هنوز شیفتهٔ او بود. آپولو درخت را از ریشه درآورد و در محل خاصی در قلبش جای داد. سپس ادعا کرد این درخت مقدس اوست و خود را با تعدادی از برگ‌های درخت آراسته کرد، و به همین دلیل برگ بو یکی از نمادهای ایزد آپولو به شمار می‌آید. دافنه همچنین عشق‌های دیگری همانند لئوکیپوس، پسر اوینومائوس داشت که به دلیل حسادت آپولو کشته شد.